# ルノー・トラフィック
トラフィック（TRAFIC）は、フランスの自動車メーカー、ルノーにより1980年から製造・販売されている4ドアバン型の小型商用車である。
バッジエンジニアリングにより同社の商用車部門であるルノー・トラックスから同名で販売されているほか、提携先であるフィアットからタレント（TALENTO）、日産自動車からNV300およびプリマスター（PRIMASTAR）、三菱自動車工業からエクスプレス（EXPRESS）、オペルおよび子会社であるボクスホールからヴィバーロ（VIVARO）およびアリーナ（ARENA）、イノコムからプルマス（PERMAS）、シボレーからスペースバン（SPACE VAN）、タタ・モーターズからウィンガー（WINGER）としても販売されている。

## 初代 型式: X20型系（1980年 - 2000年）
1980年夏にそれまでのエスタフェットを代替するモデルとして市場に導入された。
トラフィックは総重量2.1トンから2.8トンの重量クラスのために設計されていた。同時に、技術的には密接に関わりがありトラフィックよりも大型の2.8トンから3.5トンの商用車・マスターが導入された。バンとしては珍しかったのは、二種類の駆動方式との組み合わせだった。旅客輸送・ミニバス用の「Trafic-T」（Traction：トラクション=前輪駆動）、ピックアップトラックと平ボディトラック用として「Trafic-P」（Propulsion：プロピュルション=後輪駆動）が用意されていた。モデルコードはバンがT1、T3、T4、TXX、バスがT5、T6、T7、TXW、キャブシャシがP6、PXXと割り当てられた。1985年半ばから、四輪駆動も用意された。いずれも、前輪車軸の前方に搭載されたエンジンの後方にキャブが載っていた。ディーゼルエンジン搭載車はラジエターグリルが前方に突き出していることで外観から判別できた。
出力35kWから59kWのガソリンエンジンと、44kWから49kWのディーゼルエンジンが用意されていた。車両は、当時のこのセグメントでは一般的であったように、非常に角張った形状をしていた。1990年頃のマイナーチェンジ後には出力を増加した、55kWのディーゼルエンジンと70kWのガソリンエンジンが選択可能になった。1994年のマイナーチェンジではディーゼルエンジンは48kWと55kWの2種類と、74kWのガソリンエンジンのみのラインナップに絞られた。
ボンネットからフロントウィンドウ、ルーフへと続くボディラインが特徴的である。初期のモデルはヘッドライトとフロントグリル部分が逆スラントノーズであったが、1990年頃のマイナーチェンジで、通常のスラントノーズに変更され、丸みを帯びた形となった。その他にも細かい変更が数回行われている。
1980年代にはアメリカのモーターホーム製作会社ウィネベーゴがこのモデルのCKDキットによりノックダウン生産し、ウィネベーゴ・レシャロ（Winnebago LeSharo ）およびアイタスカ・フェイザー（Itasca Phasar ）として販売した。ノックダウンは米国安全基準に合致させるためにおこなわれたもので、エンジンはDouvrinエンジンと呼ばれたPRVエンジンを搭載した。
1997年からGMヨーロッパがバッジエンジニアリング版であるオペル・アリーナ1（イギリスではボクスホール・アリーナ）およびシボレー・スペースバンの販売を開始。
また2007年にはインドのタタ・モーターズが、このモデルのプラットフォームをベースにしたタタ・ウィンガー（英語版）を発売した。

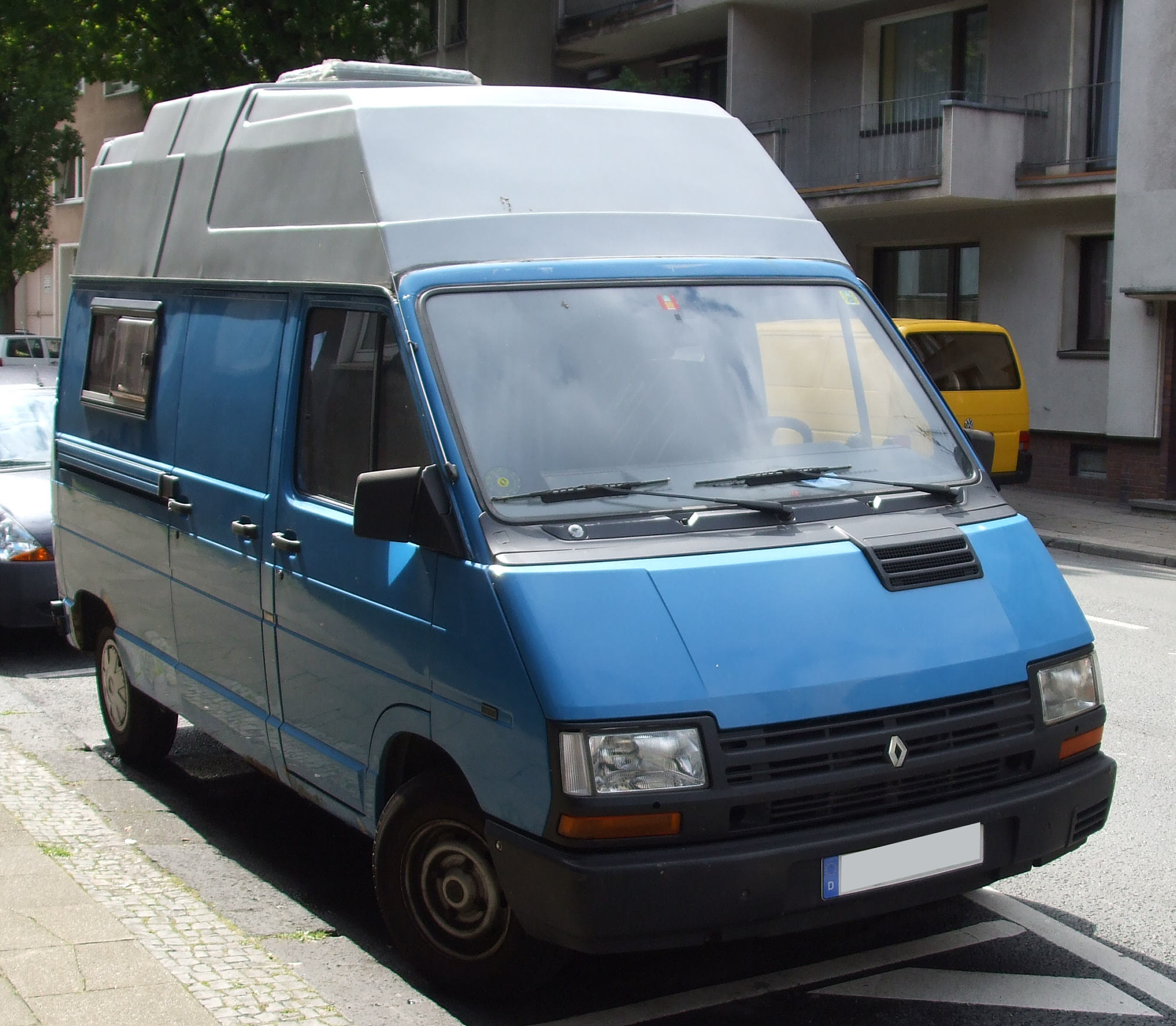
キャンピングカー（1989年 - 1994年）
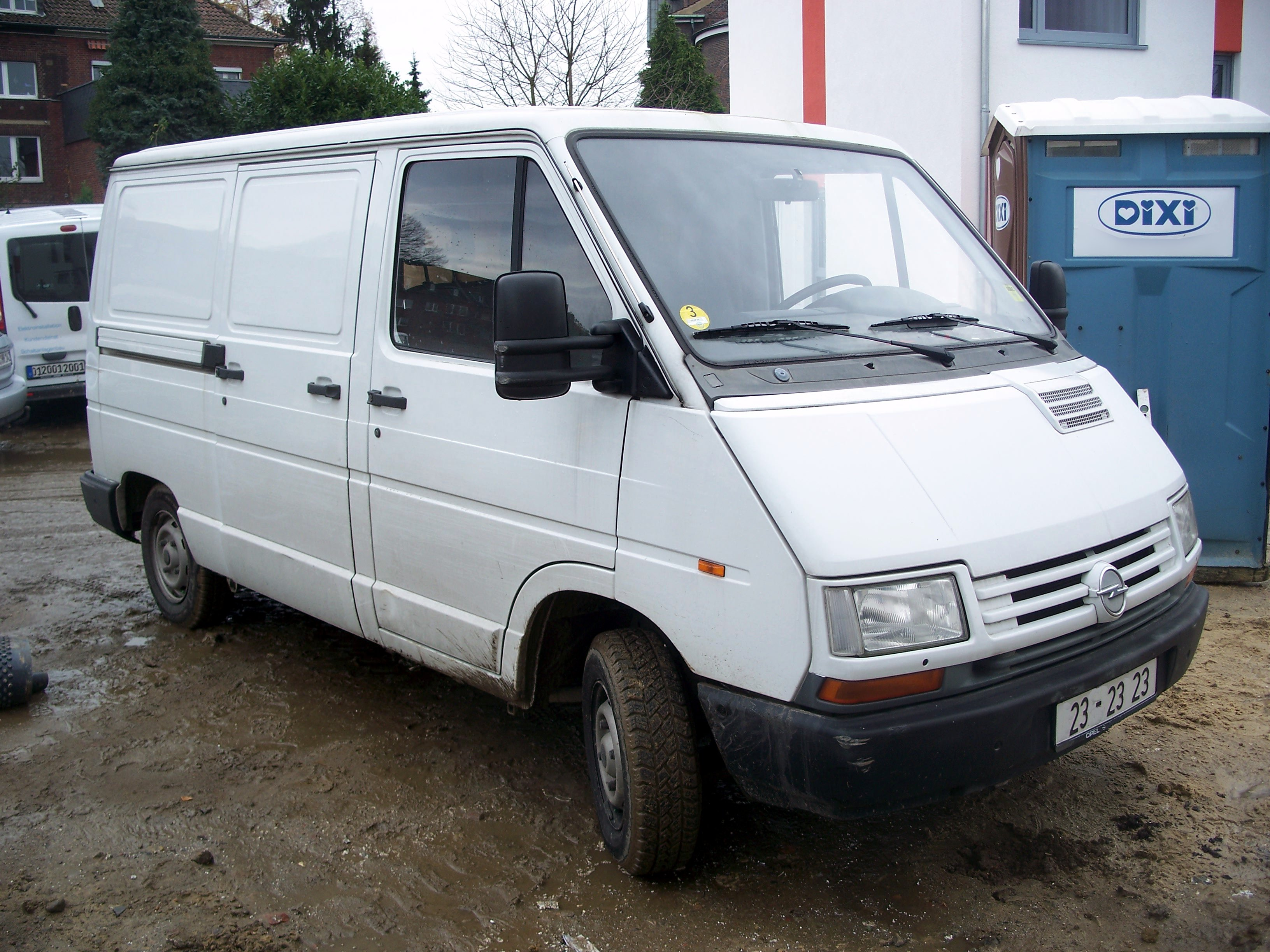
オペル・アリーナ1
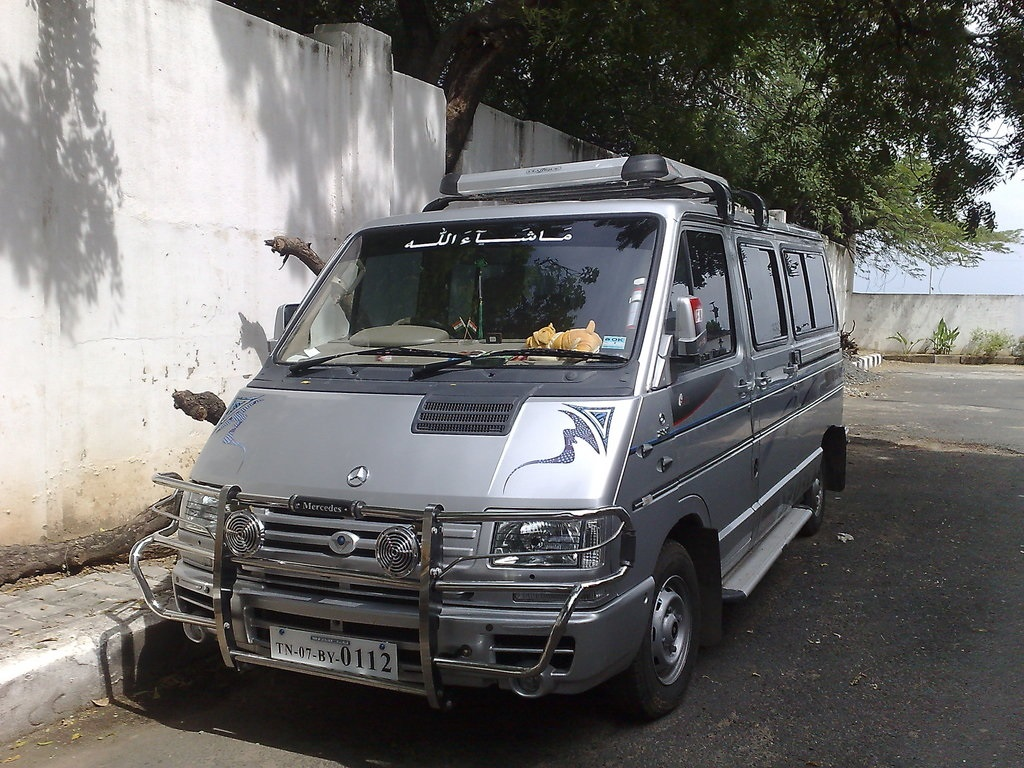
タタ・ウィンガー

## 2代目 型式: X83型系（2000年 - 2014年）
2000年にフルモデルチェンジした2代目トラフィックは、ゼネラルモーターズと共同開発され、ボクスホールおよびオペルではヴィヴァーロAとして販売されている。また、ルノーの提携先の日産自動車では、プリマスターとして販売されていた。
パリでルノーによって設計され、ヴィヴァーロやプリマスターAVANTOURと共に、イギリスのルートンにあるGMの欧州工場とスペインのバルセロナにある日産の工場の組立ラインにて生産される。
車両の前部はさらに丸みを帯び、ボディ形状は、ドロップ型のヘッドライトが下向きまたは内側にあり、運転席と助手席の上にドーム状に膨らんだ造形が特徴である。後部のプラスチックで覆われたボディエッジにリアライトが埋め込まれている。車体全体は牽引重量が1,000kgから1,200kgとわずかに先代よりも増加したにもかかわらず、やや小さく見える。トラフィックは、ショートボディのL1とロングボディのL2で製造された。モデルコードはバンがFL0x、バスがJL0x、キャブシャシがEL0xと設定された。2012年のユーロNCAPの衝突テストでは、5点満点中星2つを獲得している。
2006年にはフェイスリフトが行われた。以前のモデルはPhase I、以降のモデルはPhase IIと区別されることが多い。フロントグリルの形状とウインカーの位置が変更された。
2014年8月、2代目トラフィックの生産を終了した。

### エンジン
デビュー当初は以下のガソリンエンジンとディーゼルエンジンを搭載していた。1.9Lのコモンレール式ディーゼルエンジンは、出力により2つの仕様が設定された。両エンジンとも排出ガス基準Euro 3に適合。
- 2.0 16S[3]、排気量1,998 cc、88 kW（120 hp）、2001年 - 2006年
- 1.9 dCi 80、排気量1,870 cc、60 kW（82 hp）の直列4気筒ディーゼル、2001年 - 2006年
- 1.9 dCi 100、排気量1,870 cc、74 kW（101 hp）の直列4気筒ディーゼル、2001年 - 2006年
- 2.5 dCi 140、排気量2,463 cc、99 kW（135 hp）の直列4気筒ディーゼル、2001年 - 2006年

2006年にはクイックシフトトランスミッション（6速）が導入された。エンジンは最低でも66kW（90hp）の出力のモデルから選択できた。出力の低い2つのエンジンは1.9Lから2.0Lに拡張され、DPFなしでEuro 4を満たす。1.9Lエンジンは旧型にのみ搭載され、東欧ではラーダ-ルノー・M90として販売されている。さらに、従来の2.5Lディーゼルエンジンは出力を99kWから107kWに増強し、Euro 4に必要なDPFによる出力損失を補った。また、2.0Lディーゼルは最高出力から2仕様を設定した。両エンジンとも排出ガス基準Euro 5に適合している。
- 2.0 16V、4気筒ガソリンエンジン、排気量1998 cc、86 kW（117 hp）、2006年 - 2008年
- 2.0 dCi 90、66 kW（90 hp）、240 Nm/1600 rpm、2006年 - 2014年
- 2.0 dCi 115、84 kW（114 hp）、290 Nm/1600 rpm、2006年 - 2014年
- 2.5 dCi 150 FAP、107 kW（146 hp）、320 Nm/1500 rpm、2006年 - 2014年

### 仕様
トラフィックは、最大9人乗りの乗用モデルと商用モデルの両方が用意されている。 エンジン、ホイールベース、ペイロード（牽引重量）クラスに応じて、合計40のバージョンから選択できた。商用モデルは、トラフィックをパネルバンとダブルキャブパネルバンとして提供しており、それぞれ2つのホイールベース（3,098mmと3,498mm）で用意された。パネルバンには、全高1.98mのノーマルバージョンに加え、ハイルーフバージョン（2.50m）も選択できる。また、バンは3人乗りから9人乗りまでのバリエーションが存在する。
乗用モデルは、Combi（コンビ）、Passenger Black Edition（パッセンジャーブラックエディション）、Generation Evado（ジェネレーションエヴァド）の3つのボディスタイルで発売された。中でもCombiは機能性を重視し、標準で8人乗り（一部ガラス張り:6人乗り）。人や物の商業輸送に特に適している。Passenger Black Editionは、他のモデルと異なり着色されたリアウィンドウとサイドウィンドウが際立っている。

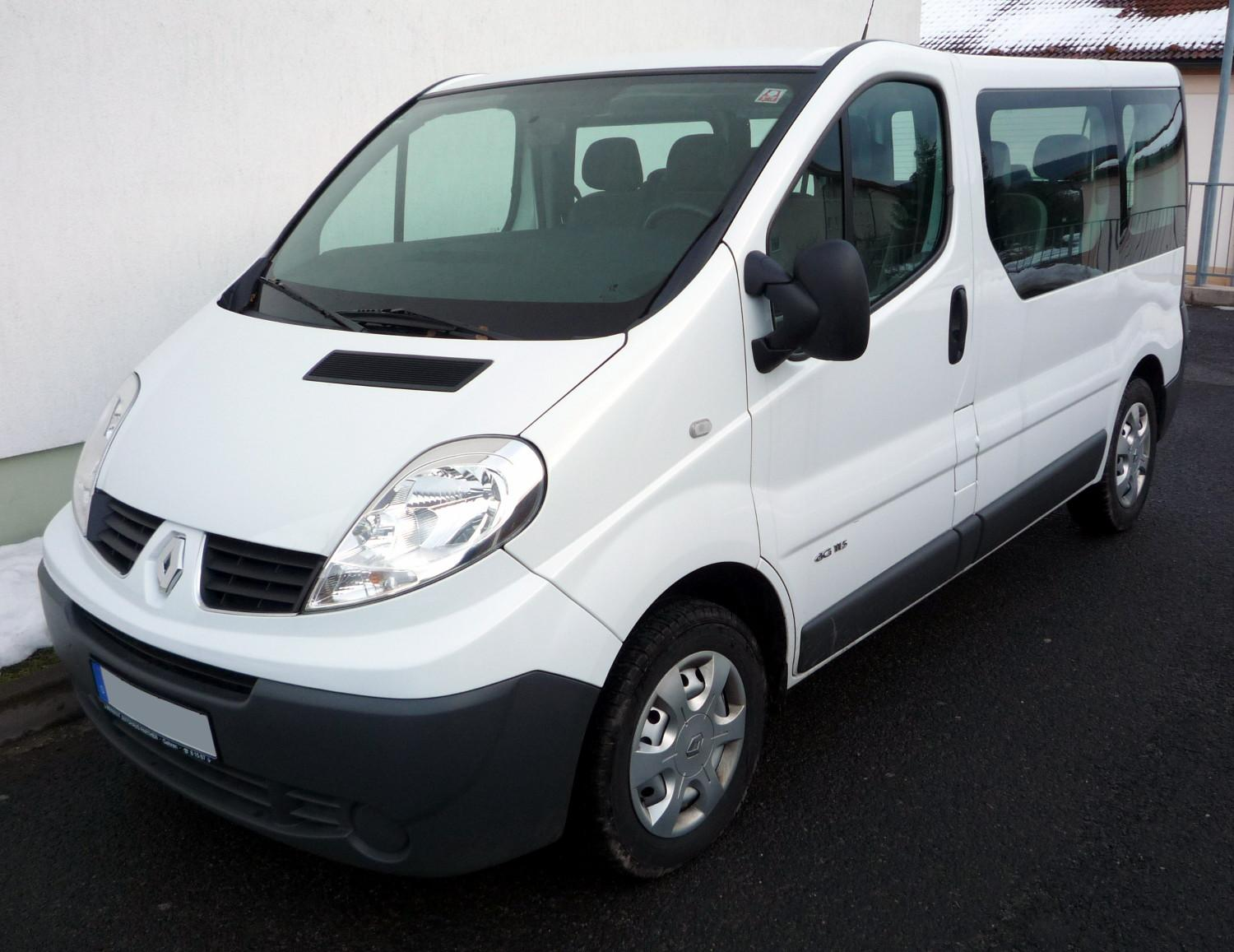
Combi（2006年 - 2014年、フロント）
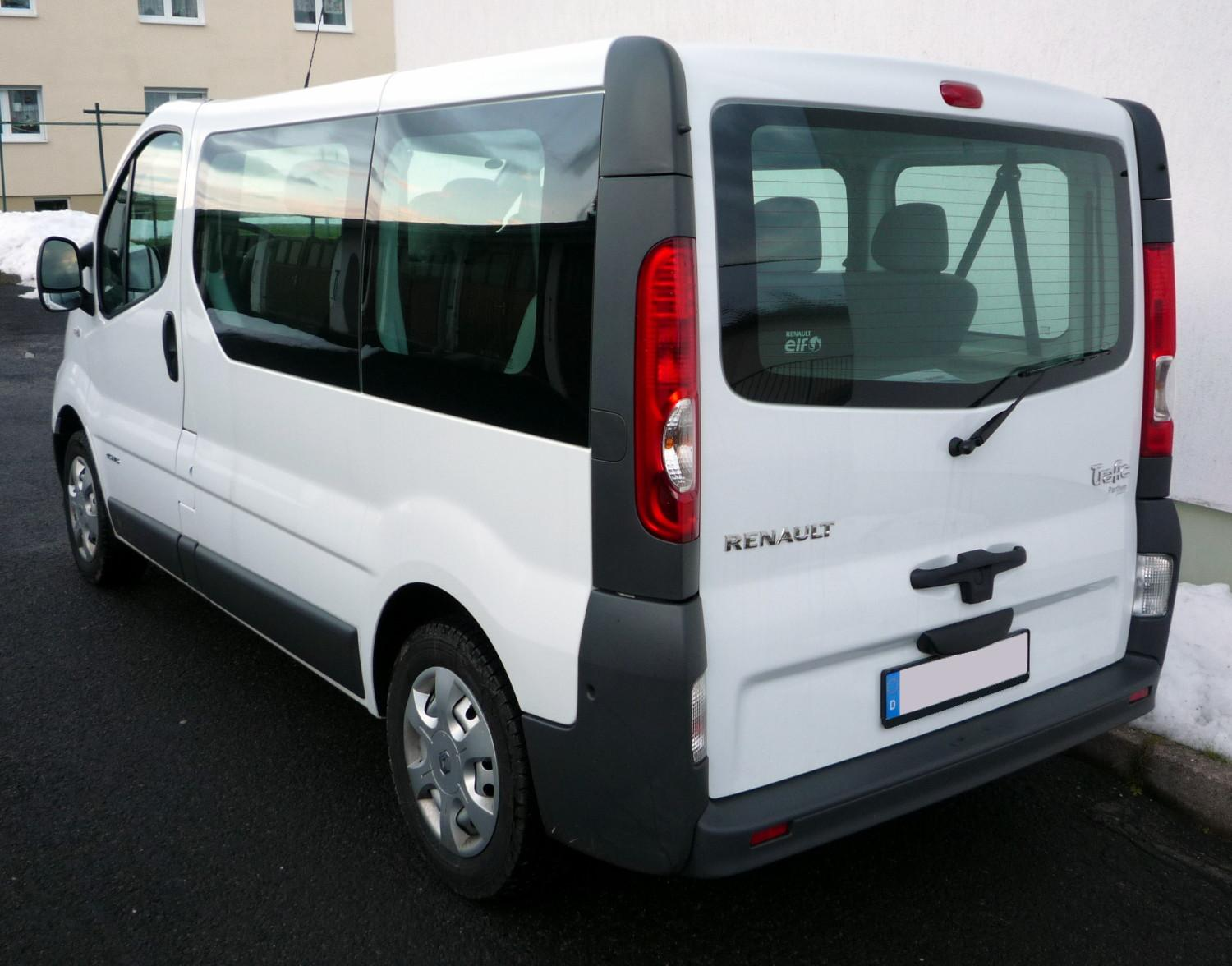
Combi（2006年 - 2014年、リア）
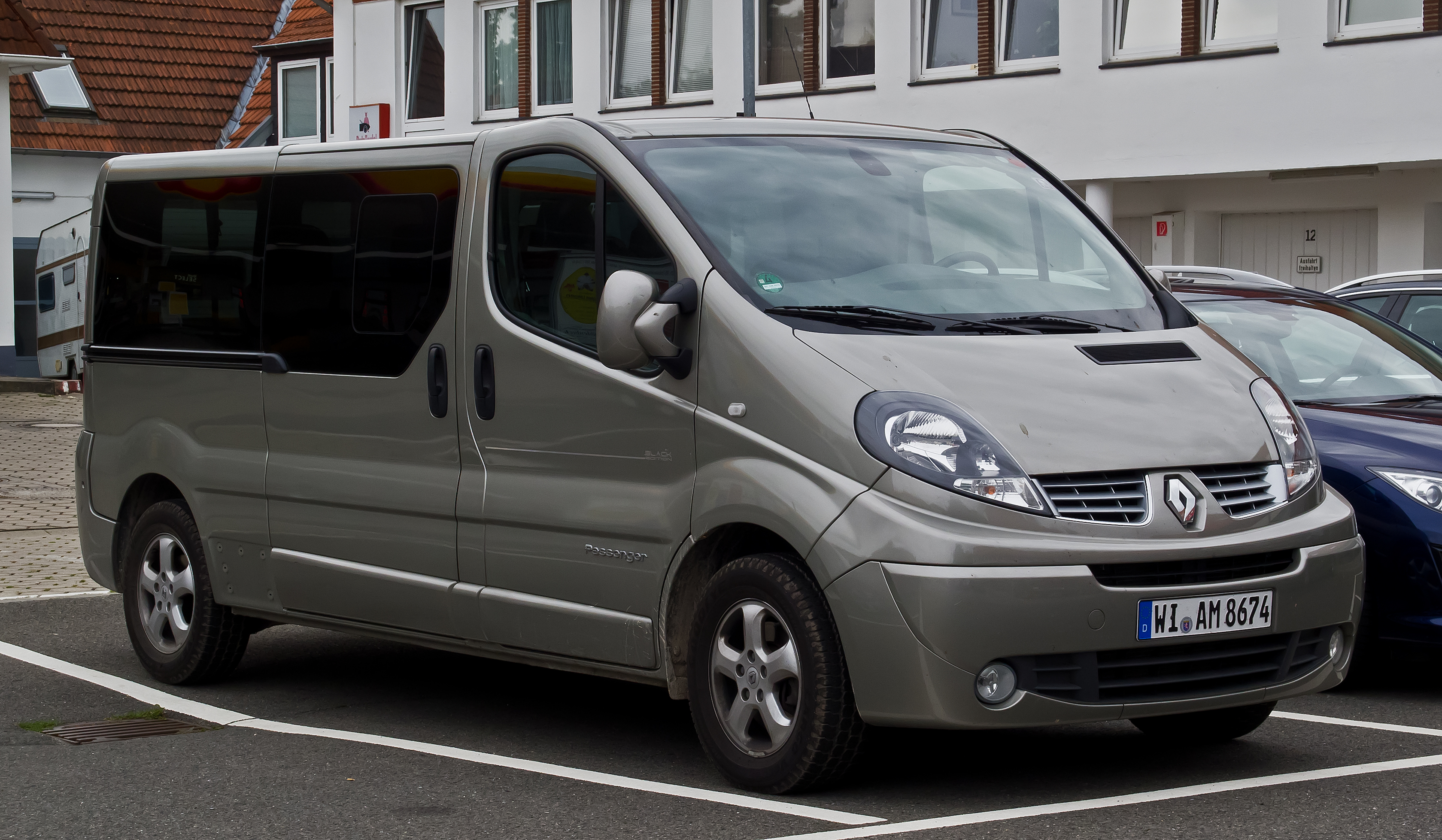
Passenger Black Edition（2011年 - 2014年、フロント）
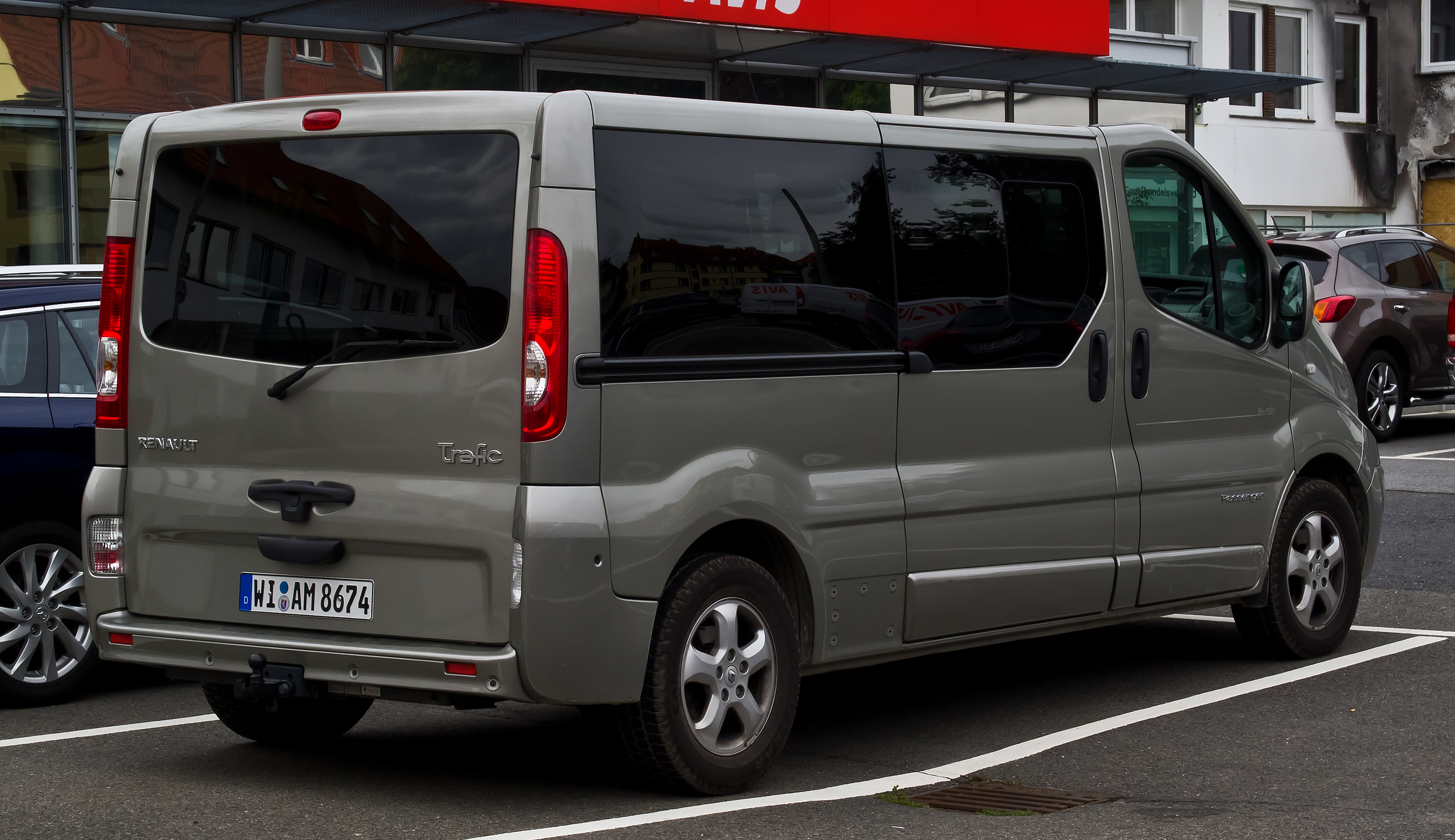
Passenger Black Edition（2011年 - 2014年、リア）

### トラフィックエヴァド
84kWから107kWの3つのコモンレールターボディーゼルエンジンを搭載したこのバリエーションは、2008年からファミリー層向けに提供されている。エンジンは6速MTまたは6速ATと組み合わせられる。

## 3代目 型式: X82型系（2014年 - ）
2014年9月、欧州にて発表された。フランスのノルマンディー地域圏にあるサンドゥヴィル工場で製造されている。
2018年まで先代に引き続きオペル、ボクスホールにもOEM供給され、「オペル（ボクスホール）・ヴィヴァーロB」として販売された。日産向けは先代の「プリマスター」から「日産・NV300」に、フィアット向けは先代にあたるプジョー・エキスパートをベースとした「スクード」から当モデルをベースとした新型に切り替わり、「タレント」に車名を変更した上で、三菱へは「三菱・エクスプレス」としてオセアニア市場へOEM供給していた。
なお、ヴィヴァーロはオペル/ボクスホールがグループPSA（現・ステランティス）傘下入りし、2019年にプジョー・パートナーやトヨタ・プロエースベースの兄弟車「ヴィヴァーロC」に切り替わったことを受けて製造が終了された。その後、ビッグマイナーチェンジのタイミングでフィアットからの新車販売も終了した。

### モデル

#### Phase 1 (2014年 - 2021年)
オペル/ボクスホール向けのヴィヴァーロBは、オペルの姉妹会社であるボクスホールにより、イギリスのルートン工場で生産されていた。ただし、H2と呼ばれる車高が高いグレードについては、ルノーのオリジナル同様にサンドゥヴィル工場で製造されていた。
2年後、日産は初代プリマスターの生産を中止した後、年末にはNV300に置き換えた。
フィアット・プロフェッショナル（フィアットの商用車部門）とルノーは、2014年7月に商用車に関するパートナーシップを締結した。内容は2016年の第2四半期に発売する「タレント」という名前の商用車に関するものであり、これはスクードの後継車にあたる。
2018年4月、オペル/ボクスホールブランドの新たな親会社となったグループPSAは、オペル（ボクスホール）・ヴィヴァーロにおけるルノーとの提携関係を終了し、2019年にシトロエン・ジャンピーをベースとした新型を発表した。
三菱自動車は、ルノー・日産・三菱アライアンスの一環として、2020年からオーストラリアとニュージーランドで「三菱・エクスプレス」という名前で販売した。エクスプレスはオーストラリアの衝突試験（ANCAP）で5つ星中0つ星の評価を獲得した。しかしその販売は、2年後に中止された。

#### スタイル変更
2019年4月、ルノーは新しいLEDサインを埋め込んだフロントデザインへの変更を発表した。
2020年10月に、フィアットとルノーの合併案の承認をフランス政府が拒否したことを受け、フィアット・タレントの製造に関するルノーとフィアット間の協力協定は打ち切られた。その後、フィアットの親組織であるFCAとPSAが合併し、ステランティスが創設されたことで、2022年に再びシトロエン・ジャンピーをベースとしたフィアット・スクードが発売されることとなった。

#### Phase 2 (2021年 - )
2020年11月、2021年モデルの乗用モデルを発表した。今回のマイナーチェンジではLEDサインが「C」の形に変更された。グリルとシールドも再設計され、ボンネットはよりフラットになった。2021年9月には、トラフィックの商用モデルの再スタイリングが控えている。

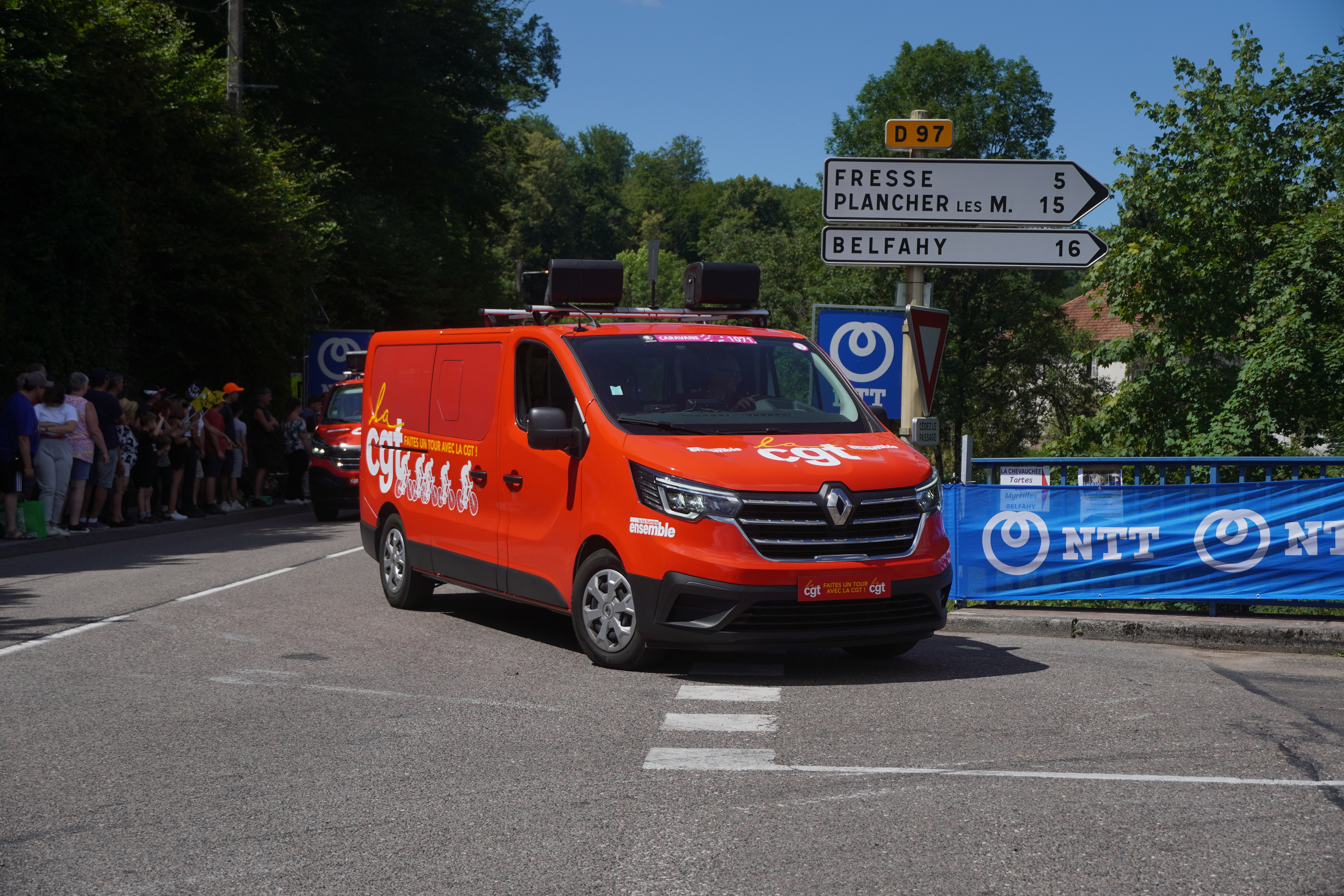
2022年改良型 (労働組合組織がプロモーション目的で使用)

2021年2月、日産はNV300の商用モデルと乗用モデル（Combi）のスタイルを変更した。LEDヘッドライトを備えた新メッシュグリルを採用している。9月には、本体のデザインはそのままに、2001年から2016年に発売されたモデルと同様に「プリマスター」に名前が変更された。

### 特徴
先代と比較すると、エクステリアデザインの進化は主に、水平基調が印象的なグリル、ブランドのロゴ、つり目のヘッドライトなど車両のフロント部分に集中している。またドアハンドルが水平になっている。
内装面では、ダッシュボードに統合された7インチのタッチスクリーンによってすべて制御される。加えて、ルノー・R-Linkマルチメディアシステムを内蔵している。さらにリバースカメラも利用できる。
フォード・トランジットカスタムと同様に、パーティションには長尺物を助手席の下に滑り込ませることができるハッチが付いている （L2H1で最大4.15 m）。
2015年、トラフィックは、トランジット2Tと兄弟車のオペル・ヴィヴァロを抑えて、その年のアーガス賞の商用車部門を受賞した。特に、その積載能力の高さとクラス中で広い積載容量（後述）が注目された。インテリアは収納性と人間工学に基づいた設計が高く評価された。アーガスによれば、「トラフィックは路上でも快適で扱いやすい」とのことである。ルノーはトラフィックの実用的な側面を無視することなく、セダン同様の快適性を目指していたが、まさにそれが成功したような形である。

### 仕様
ボディタイプは主に次の通り。
- fourgon (バン、片側または両側スライドドアを選択可能)
  - fourgon tôlé (荷室はパネルで覆われている)
  - fourgon semi-vitré (スライドドアのみに窓がある)
  - fourgon vitré (荷室に窓がある)
- cabine aprofonde (乗用のワゴン、片側または両側スライドドアを選択可能)
- plancher cabine (荷台なしのキャビンのみ)

|               | H1L1 | H1L2 | H2L1 | H2L2 | Plancher Cabine | Cabine Approfondie L1 | Cabine Approfondie L2 | Combi L1 | Combi L2 |
| ------------- | ---- | ---- | ---- | ---- | --------------- | --------------------- | --------------------- | -------- | -------- |
| Essentiel     | ✔    | ✔    | ✘    | ✘    | ✘               | ✘                     | ✘                     | ✘        | ✘        |
| Confort       | ✔    | ✔    | ✔    | ✔    | ✔               | ✔                     | ✔                     | ✘        | ✘        |
| Grand Confort | ✔    | ✔    | ✔    | ✔    | ✘               | ✔                     | ✔                     | ✘        | ✘        |
| Zen           | ✘    | ✘    | ✘    | ✘    | ✘               | ✘                     | ✘                     | ✔        | ✔        |
| Intens        | ✘    | ✘    | ✘    | ✘    | ✘               | ✘                     | ✘                     | ✔        | ✔        |

Sport+
イギリス向けの仕様に追加された、新しいスポーツ+パック。

### その他の仕様

#### トラフィックスペースノマド

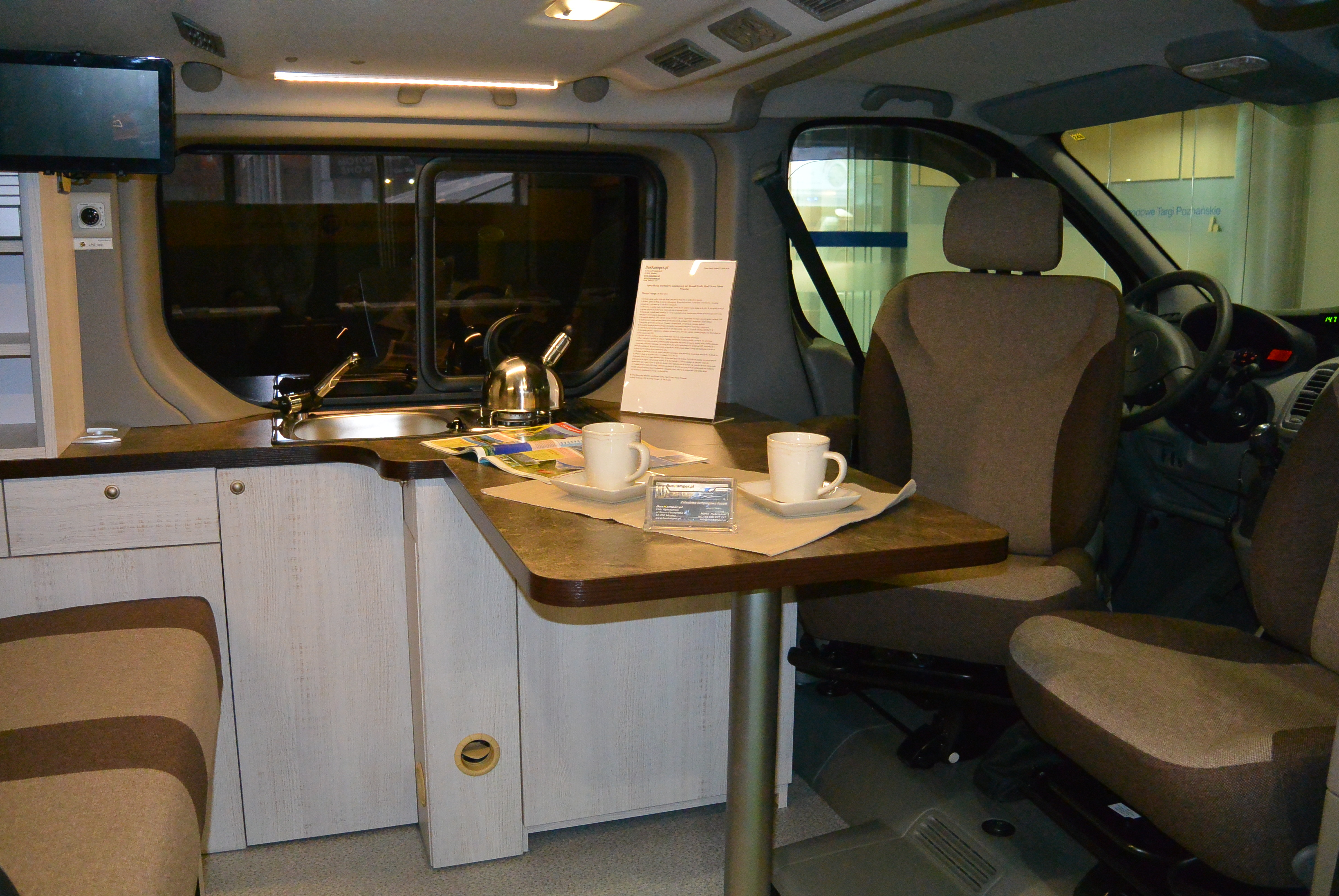
運転席と助手席を回転させることで、テーブルに向かい合って座ることができる。

トラフィックのキャンピングカー仕様として、2022年7月にフランスで発売された。スペースノマドには、1つのベッドを格納できる昇降式ルーフが付いている。このスペース内にはUSBソケットと読書灯だけでなく、アイコニックな仕上げが施されたソーラーパネル（オプション）も装備されている。加えて、容量49リットルの冷蔵庫、簡易キッチン、屋外シャワーなどを備える。後席のベンチシートを、もう一つのベッドとして使用することができる。
スペースノマドは、他のモデルと同じサンドゥヴィルの工場で生産されているが、改造はPilote社によってアンジェにて行われる。
|                 | Équilibre (ショート/ロングバージョン) | Iconic (ショート/ロングバージョン) |
| --------------- | ------------------------------------- | ---------------------------------- |
| 2.0 dCi 150 BVM | 61,900 €/63,700 €                     | -                                  |
| 2.0 dCi 150 EDC | 64,100 €/65,900 €                     | -                                  |
| 2.0 dCi 170 EDC | -                                     | 70 500/72,300 €                    |

#### スペースクラス
2021年5月に、VIP用に快適装備を充実した仕様として発売された。スペースクラス・シグネチャーバージョンは革張りの内装とビジネスクラスのインテリアを備えている。取り外し可能な中央テーブルと個別のスライド式回転シートにより、移動式のリビングルーム（対面式で最大5人が座れるスペース）に簡単に変身させることができる。
スペースクラス・エスカペードバージョンは休暇用のレクリエーションビークルである。ベンチシートは、簡単にベッドとして使うことができる。取り外し可能なテーブルと側面に追加された読書灯により、ストレスのない休暇に最適な環境を作ることができる。

#### フォーミュラエディション

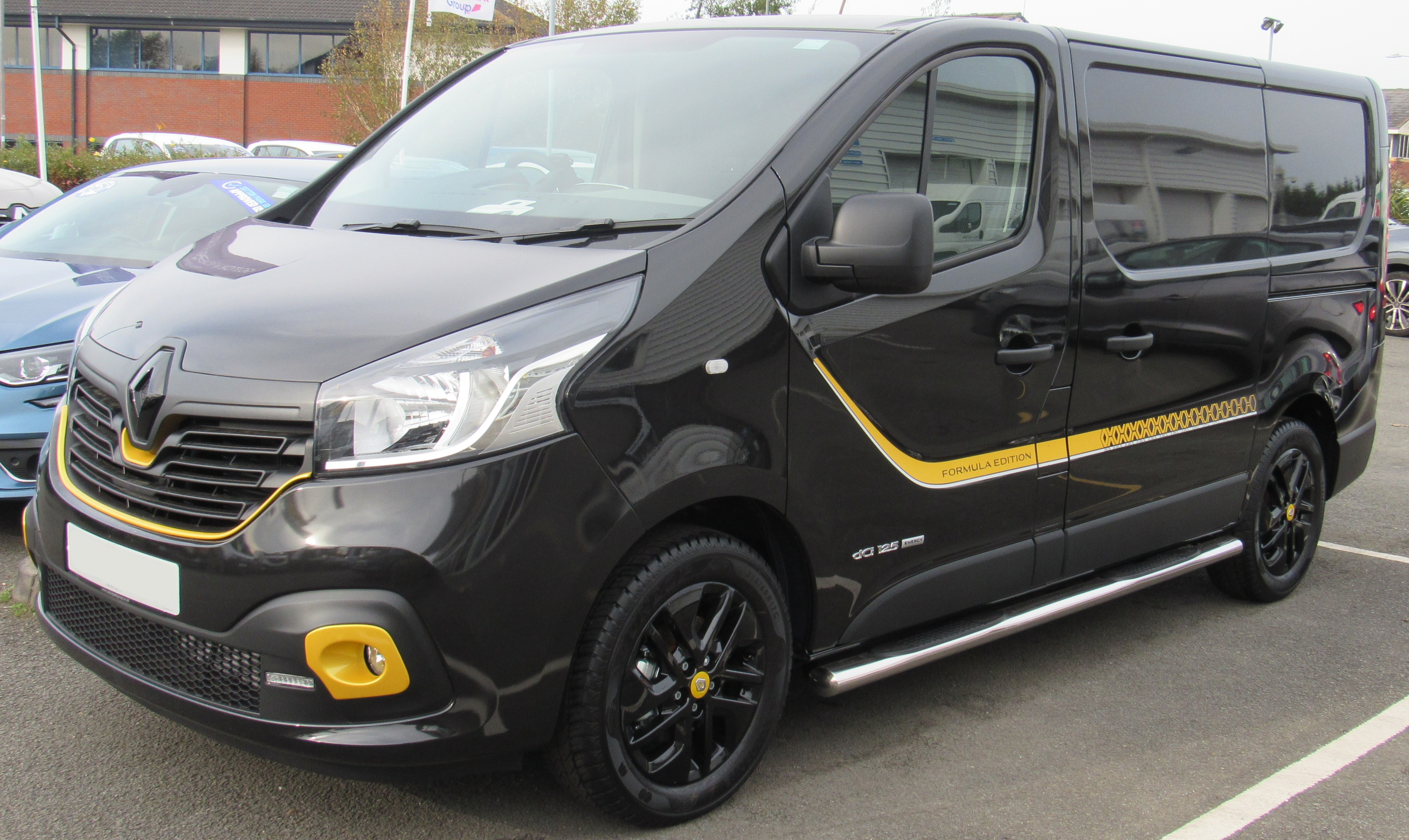
2017年改良型フォーミュラエディション

2018年に発売されたフォーミュラ・エディションは、カングーやマスターと並んでラインナップされた。専用の新しいペイントとホイール、さらに黒と黄色のトリムが特徴であった。

#### X-Track
2016年に発売された、前輪駆動のオフロード仕様。

### E-Tech

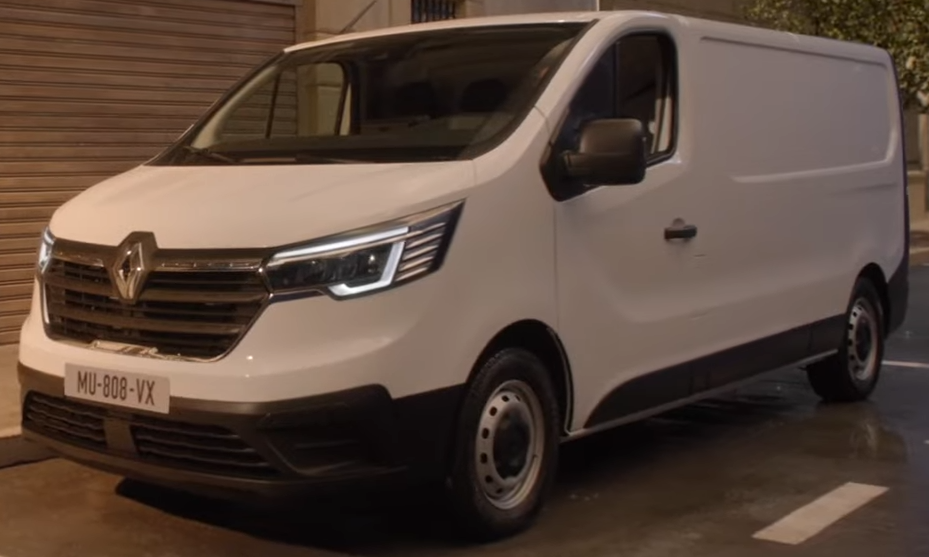
E-Tech

2022年のハノーファーモーターショーの中で、ルノーが100％電気自動車のトラフィックE-Techを正式に発表した。
電気自動車市場には、ルノー・カングーとマスターに次いで2023年から投入される。
90キロワット (122 PS)の出力を発生するモーターと容量 52 kWh のバッテリーを搭載する。発表された航続距離は 240 km である。

### パワートレイン
|            | BluedCi 110                          | Blue dCi 130                         | Blue dCi 150                         | Blue dCi 150 EDC                     | Blue dCi 170 EDC                     | E-Tech                     |
| ---------- | ------------------------------------ | ------------------------------------ | ------------------------------------ | ------------------------------------ | ------------------------------------ | -------------------------- |
| タイプ     | 直列4気筒ディーゼルエンジン 16バルブ | 直列4気筒ディーゼルエンジン 16バルブ | 直列4気筒ディーゼルエンジン 16バルブ | 直列4気筒ディーゼルエンジン 16バルブ | 直列4気筒ディーゼルエンジン 16バルブ | 回生ブレーキ付き電気自動車 |
| 排気量     | 1,997 cc                             | 1,997 cc                             | 1,997 cc                             | 1,997 cc                             | 1,997 cc                             |                            |
| 最高出力   | 81 kW (110 PS) / 3,500 rpm           | 96 kW (131 PS) / 3,500 rpm           | 110 kW (150 PS) / 3,500 rpm          | 110 kW (150 PS) / 3,500 rpm          | 125 kW (170 PS) / 3,500 rpm          | 90 kW (122 PS)             |
| 最大トルク | 300 N⋅m (31 kgf⋅m) / 1,500 rpm       | 330 N⋅m (34 kgf⋅m) / 1,500 rpm       | 350 N⋅m (36 kgf⋅m) / 1,500 rpm       | 350 N⋅m (36 kgf⋅m) / 1,500 rpm       | 380 N⋅m (39 kgf⋅m) / 1,500 rpm       | 245 N⋅m (25 kgf⋅m)         |

### 寸法

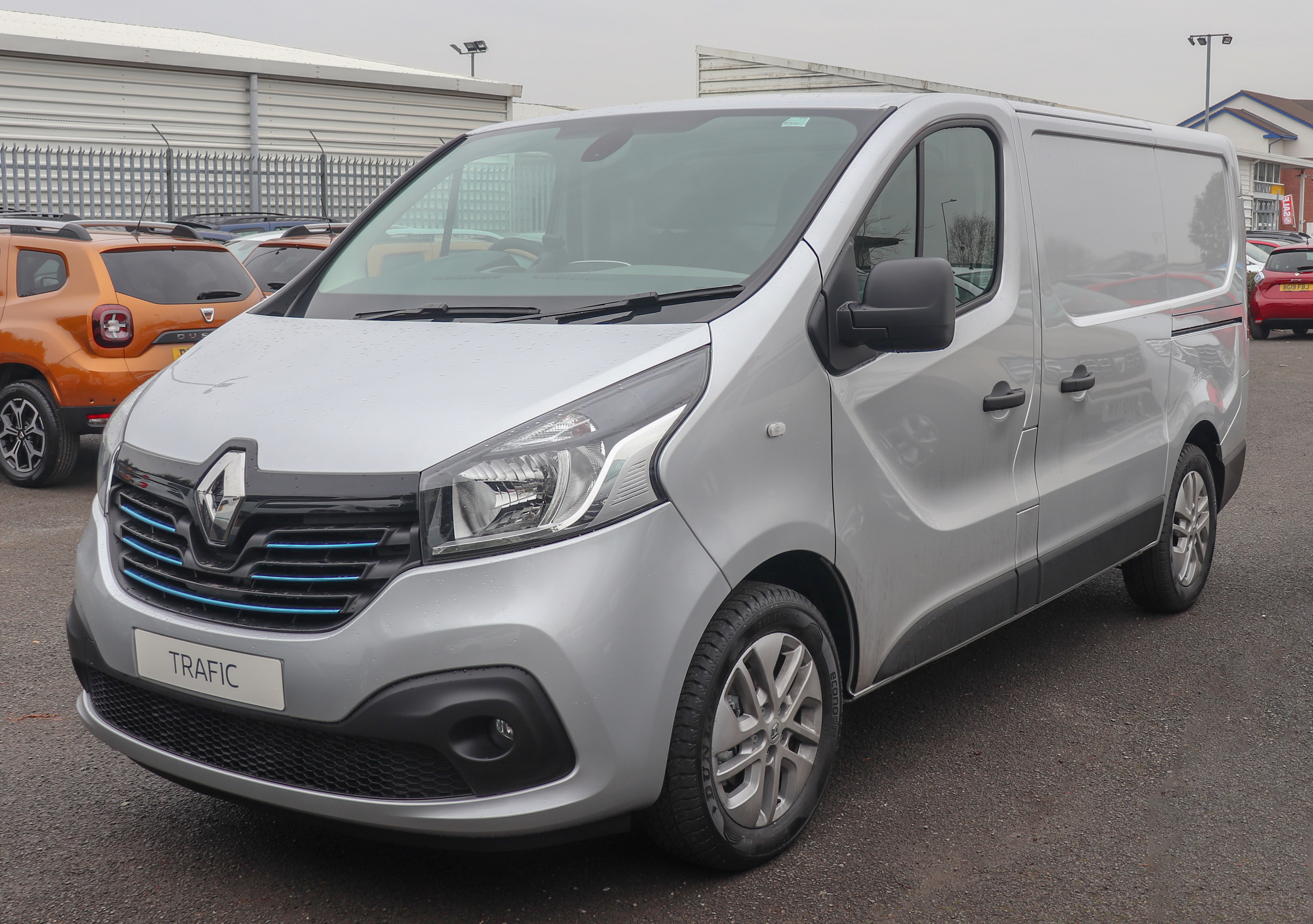
Phase 1
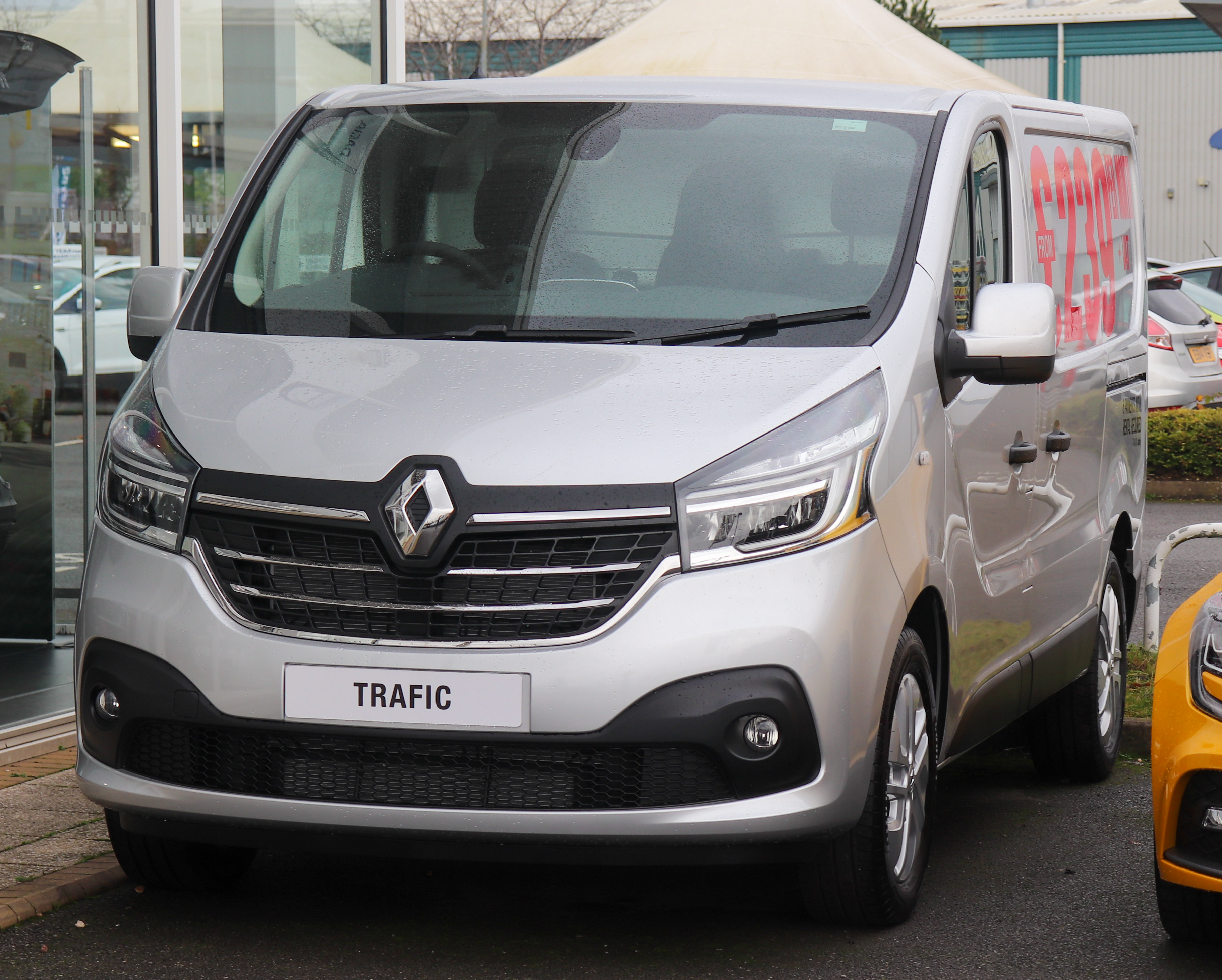
Phase 1
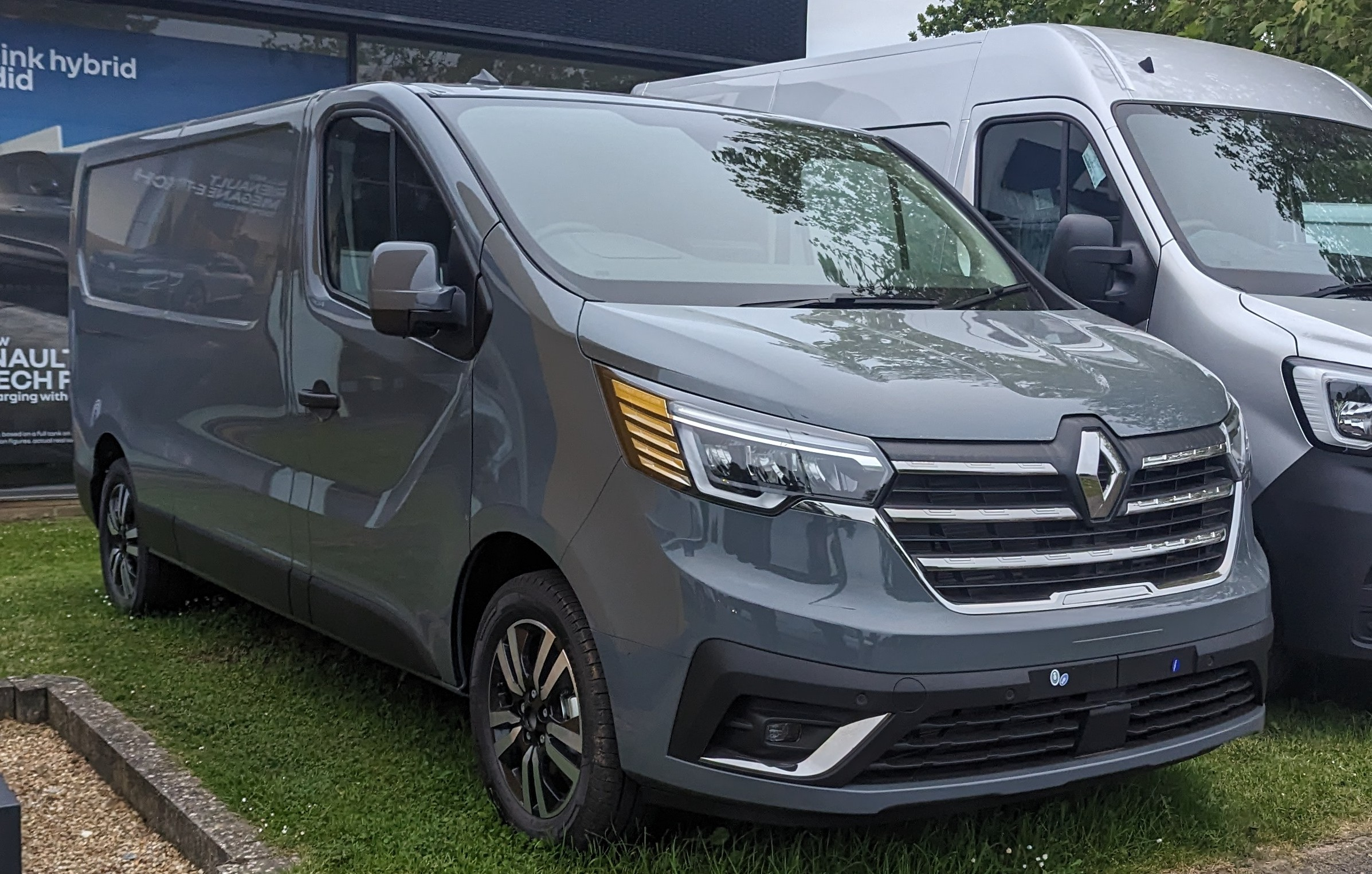
Phase 2

|                               | 外装  | 外装  | WB    | WB    | 内装       | 内装       |
| ----------------------------- | ----- | ----- | ----- | ----- | ---------- | ---------- |
|                               | L1    | L2    | L1    | L2    | L1         | L2         |
| fourgon / cabine apporofondie | 5,080 | 5,480 | 3,098 | 3,498 | 2,537      | 2,937      |
| plancher cabine               | N/A   | 5,397 | N/A   | 3,498 | N/A        | 3,100      |
| SpaceNomad / Grand SpaceNomad | 4,990 | 5,397 | 3,098 | 3,498 | [ 注釈 9 ] | [ 注釈 9 ] |

|                               | 外装  | 外装  | 内装       | 内装  | 車高 | 車高 |
| ----------------------------- | ----- | ----- | ---------- | ----- | ---- | ---- |
|                               | H1    | H2    | H1         | H2    | H1   | H2   |
| fourgon L1                    | 1,971 | 2,495 | 1,387      | 1,898 | 160  | 160  |
| fourgon L2                    | 1,967 | 2,498 | 1,387      | 1,898 | 160  | 160  |
| cabine apporofondie L1        | 1,971 | N/A   | 1,387      | N/A   | 160  | N/A  |
| cabine apporofondie L2        | 1,967 | N/A   | 1,387      | N/A   | 160  | N/A  |
| plancher cabine L2            | N/A   | 2,700 | N/A        | 1,953 | N/A  | 160  |
| SpaceNomad / Grand SpaceNomad | 1,990 | N/A   | [ 注釈 9 ] | N/A   | 160  | N/A  |

|                    | L1H1 | L2H1 | L1H2 | L2H2 |
| fourgon            | 5.80 | 6.70 | 7.75 | 8.90 |
| cabine approfondie | 3.30 | 4.30 | N/A  | N/A  |

- Phase 1
- Phase 1
- Phase 2

### 提供先のOEM車種

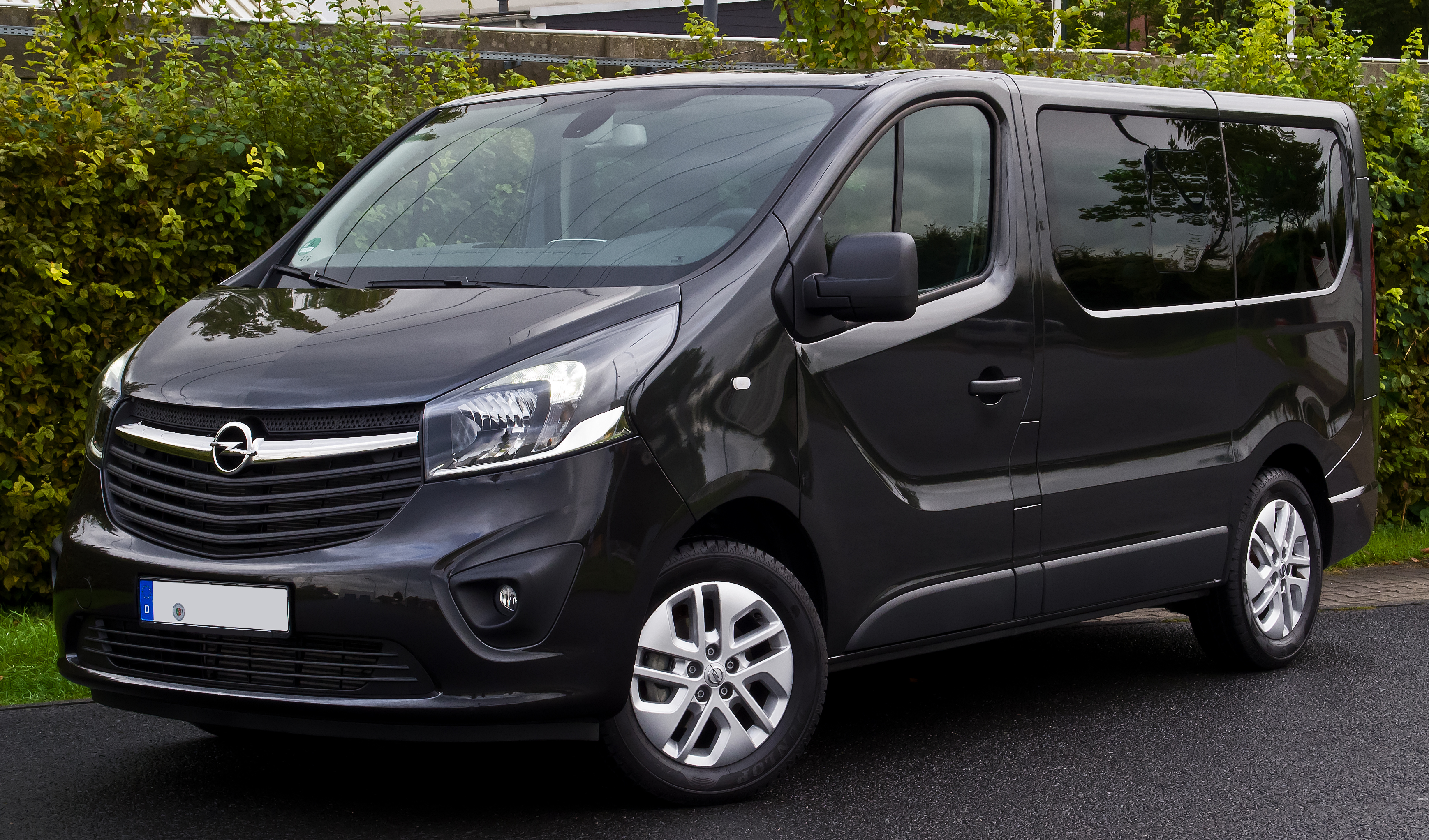
オペル・ヴィヴァーロ
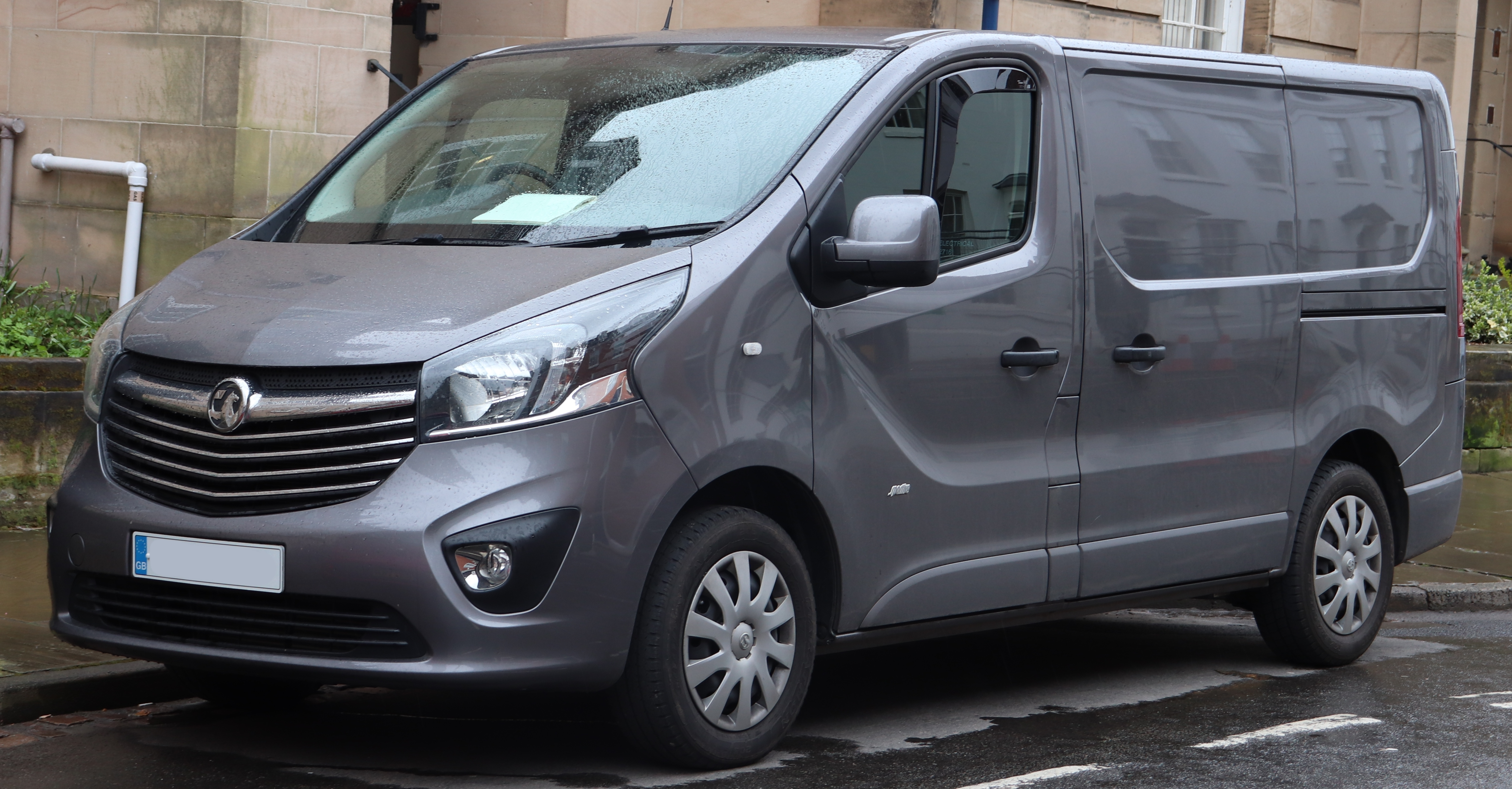
ボクスホール・ヴィヴァーロ
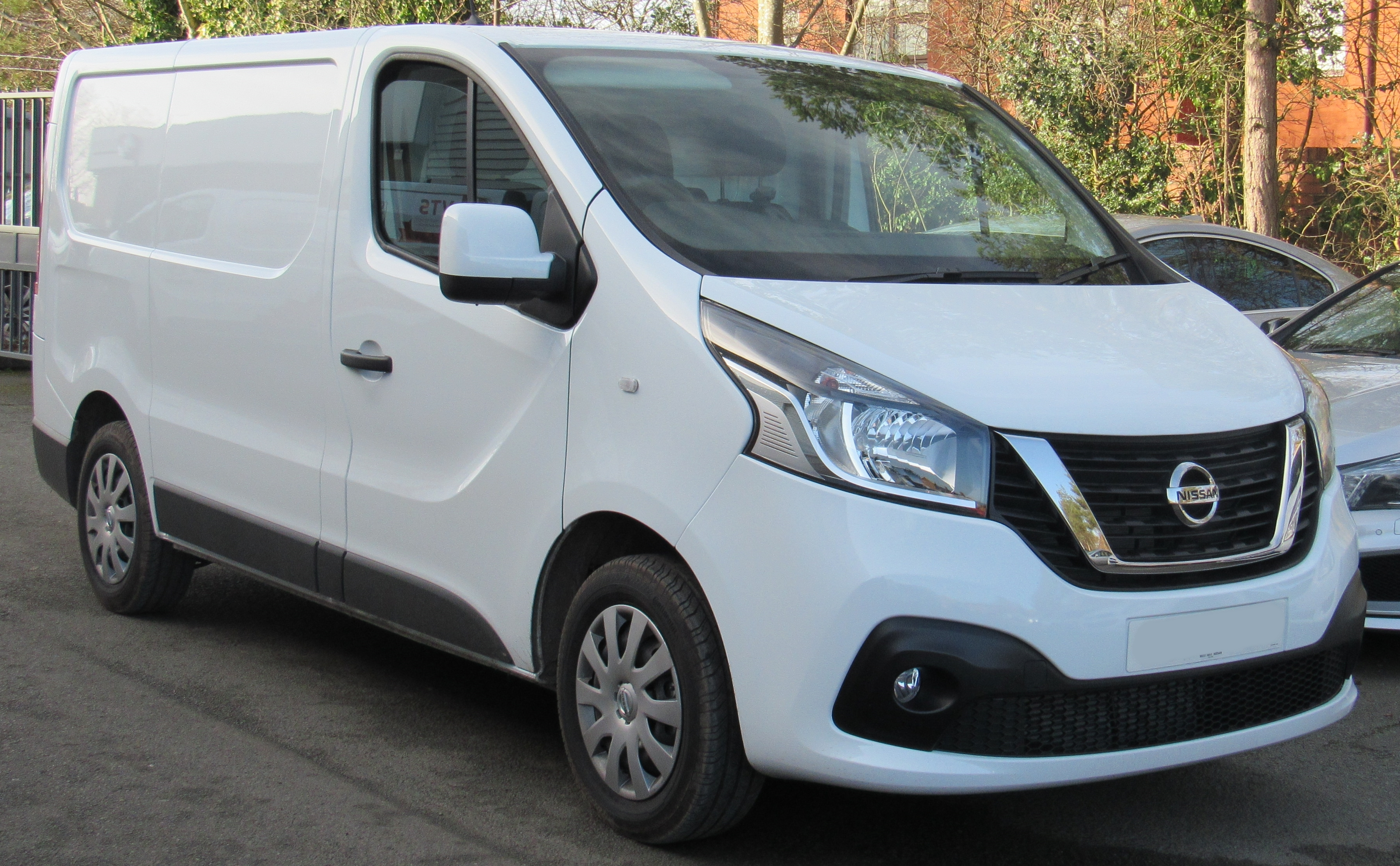
日産・NV300 / プリマスター
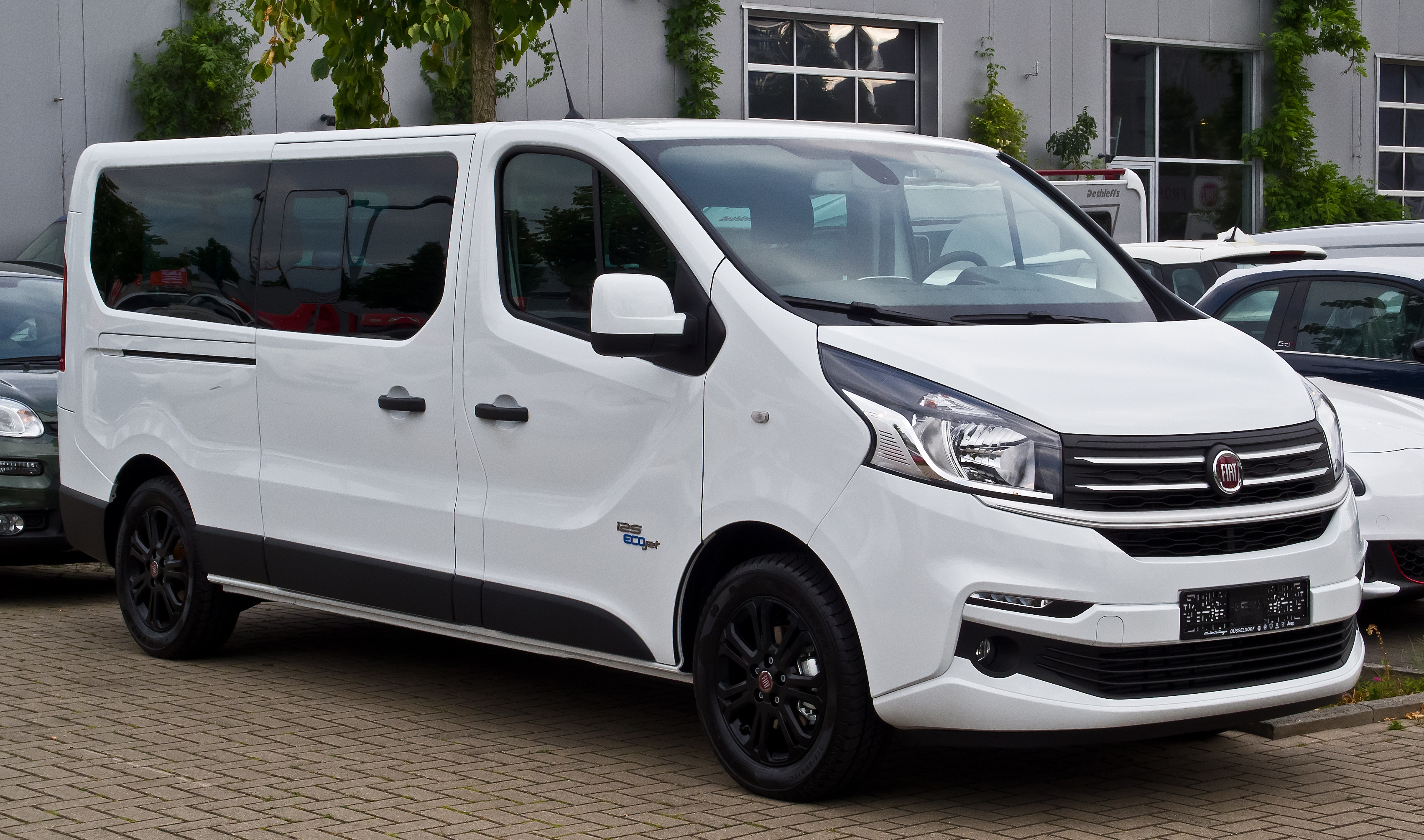
フィアット・タレント
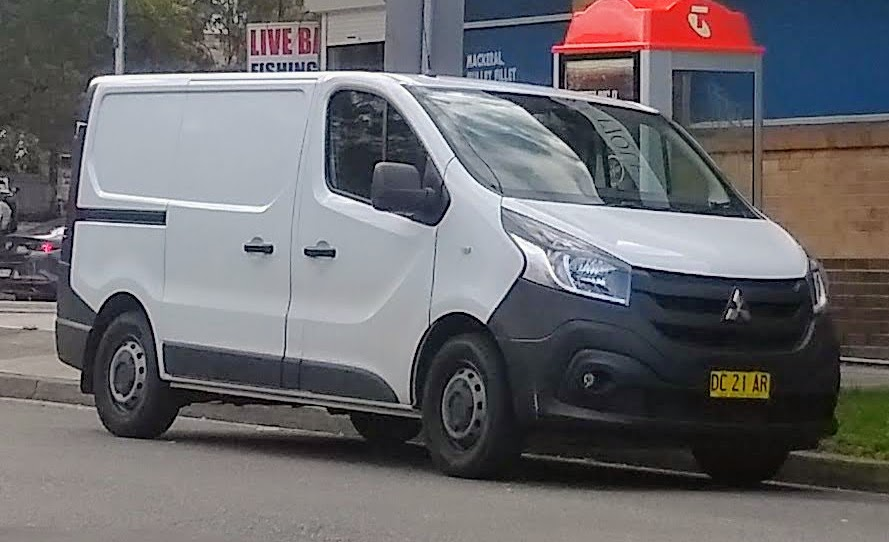
三菱・エクスプレス

## 車名の由来
「貿易」や「交通」を表すフランス語から。